# … und ich dachte, du magst mich
… und ich dachte, du magst mich ist ein DDR-Kinder- und Jugendfilm von 1987.

## Handlung
Die elfjährige Lena verbringt die Sommerferien in einem Ferienlager. Dort lernt sie den ein Jahr älteren Wolfgang kennen und die beiden verbringen viel Zeit miteinander – zum Missfallen von Lenas etwas eitler und arroganter Zimmergenossin Antonia. Als Wolfgang Lena abends in ihrem Zimmer besuchen will, wird er von der Erzieherin Susanne erwischt. Der Heimleiter Herr Eichler glaubt, Susanne sei nicht streng genug zu den Kindern und droht Wolfgang an, ihn in eine andere Gruppe zu versetzen. Bei einem Ausflug sondern sich Lena und Wolfgang von der Gruppe ab und sitzen allein am Seeufer, während die Gruppe einen Bootsausflug macht. Deshalb kommt die Gruppe zu spät zurück, und Eichler macht seine Drohung wahr.
Lena leidet unter der Trennung von Wolfgang. Sie sieht von Weitem, wie er sich mit den anderen Kindern amüsiert und glaubt, er habe kein Interesse mehr an ihr. Sie bittet vergeblich Herrn Eichler, seine Entscheidung rückgängig zu machen.
Als Lena bei einem Disco-Abend vergeblich darauf wartet, dass Wolfgang sie zum Tanzen auffordert, und dann auch noch alle lachen, als ein anderer Junge ihr Cola über den Rock schüttet, beschließt sie, abzuhauen. Sie wirft Wolfgang vor, feige zu sein, weil er sich nun an alle Regeln hält. Er hält sie jedoch für feige, weil sie weglaufen will. Früh am nächsten Morgen verschwindet sie und alle suchen aufgeregt nach ihr. Sie läuft in das nächste Dorf, kauft sich etwas zu essen, lässt sich von einem Bauern auf dem Hänger seines Traktors ein Stück mitnehmen und übernachtet in einer Scheune.
Herr Eichler hat inzwischen die Polizei verständigt und fährt auf der Suche nach Lena überall herum, kann sie aber nicht finden. Wolfgang hat eine Vermutung, fährt mit einem Fahrrad zu der Stelle am Seeufer, wo die beiden zusammen saßen, und trifft Lena tatsächlich dort an. Die beiden sprechen sich aus und er kann sie überzeugen, mit ihm zurückzukehren.

## Produktion
Der Film wurde von der DEFA produziert und kam am 31. Juli 1987 in die Kinos. Am 31. Januar 2020 wurde der Film von Icestorm Entertainment auf DVD veröffentlicht.

## Rezeption
„Ein Film, der sich für Toleranz gegenüber der Gefühlswelt von Jugendlichen einsetzt, dessen Geschichte jedoch ohne dramatische Höhepunkte und mit vielen gängigen Klischees erzählt wird.“